# لوك دوسيت
لوك دوسيت هو منتج أسطوانات ومغني وكاتب أغاني كندي، ولد في 9 يونيو 1973 في هاليفاكس في كندا.

## وصلات خارجية
- الموقع الرسمي
- لوك دوسيت على موقع IMDb (الإنجليزية)
- لوك دوسيت على موقع ميوزك برينز (الإنجليزية)
- لوك دوسيت على موقع أول ميوزيك (الإنجليزية)
- لوك دوسيت على موقع ديسكوغز (الإنجليزية)
- لوك دوسيت على موقع ديسكوغز (الإنجليزية)
- لوك دوسيت على موقع قاعدة بيانات الفيلم (الإنجليزية)